# Alces americanus
« Orignal » redirige ici. Pour les autres significations, voir Orignal (homonymie).
Espèce
Synonymes
- Alces alces americana (Clinton, 1822)[2]
- Alces alces americanus (Clinton, 1822)[2]
- Alces alces cameloides[3]
- Alces alces columbae Lydekker, 1915[2]
- Alces alces lobatus (Agassiz, 1846)[2]
- Alces alces muswa Richardson, 1852[2]
- Cervus americanus Clinton, 1822[2]

Statut de conservation UICN

 LC  : Préoccupation mineure
Alces americanus, l’Orignal, est une espèce de mammifères de la famille des Cervidae. Il s'agit du cousin nord-américain de l'Élan européen.
Le genre Alces a longtemps été considéré comme monotypique, mais des études récentes tendent à montrer que les populations d'Amérique du Nord et d'Eurasie constituent bien deux espèces distinctes, Alces americanus et Alces alces.

## Liste des sous-espèces
Selon BioLib (27 mai 2016) :
- sous-espèce Alces americanus americanus (Clinton, 1822)
- sous-espèce Alces americanus andersoni Peterson, 1950
- sous-espèce Alces americanus buturlini Chernyavsky & Zhelesnov, 1982
- sous-espèce Alces americanus cameloides (Milne-Edwards, 1867)
- sous-espèce Alces americanus gigas Miller, 1899
- sous-espèce Alces americanus pfizenmayeri Zukowsky, 1910
- sous-espèce Alces americanus shirasi Nelson, 1914

Selon Catalogue of Life (27 mai 2016) :
- sous-espèce Alces americanus americanus (Clinton, 1822)
- sous-espèce Alces americanus cameloides (Milne-Edwards, 1867)

Selon Mammal Species of the World (version 3, 2005)  (27 mai 2016) :
- sous-espèce Alces americanus americanus
- sous-espèce Alces americanus cameloides

## Étymologie
Le terme orignal est issu du mot basque oreinak, pluriel d’orein, qui se prononce [oɾejɲak] et signifie « les cervidés », « les rennes » ou « les caribous ». Samuel de Champlain le nommait orignac, car aux premières années des colonies, les colons français l’auraient appris des Basques qui venaient régulièrement pêcher la morue et la baleine sur les côtes du Labrador et les abords du fleuve Saint-Laurent. La finale -ac a fait place à -al, plus usuelle en français pour désigner un animal : cheval, chacal, etc.

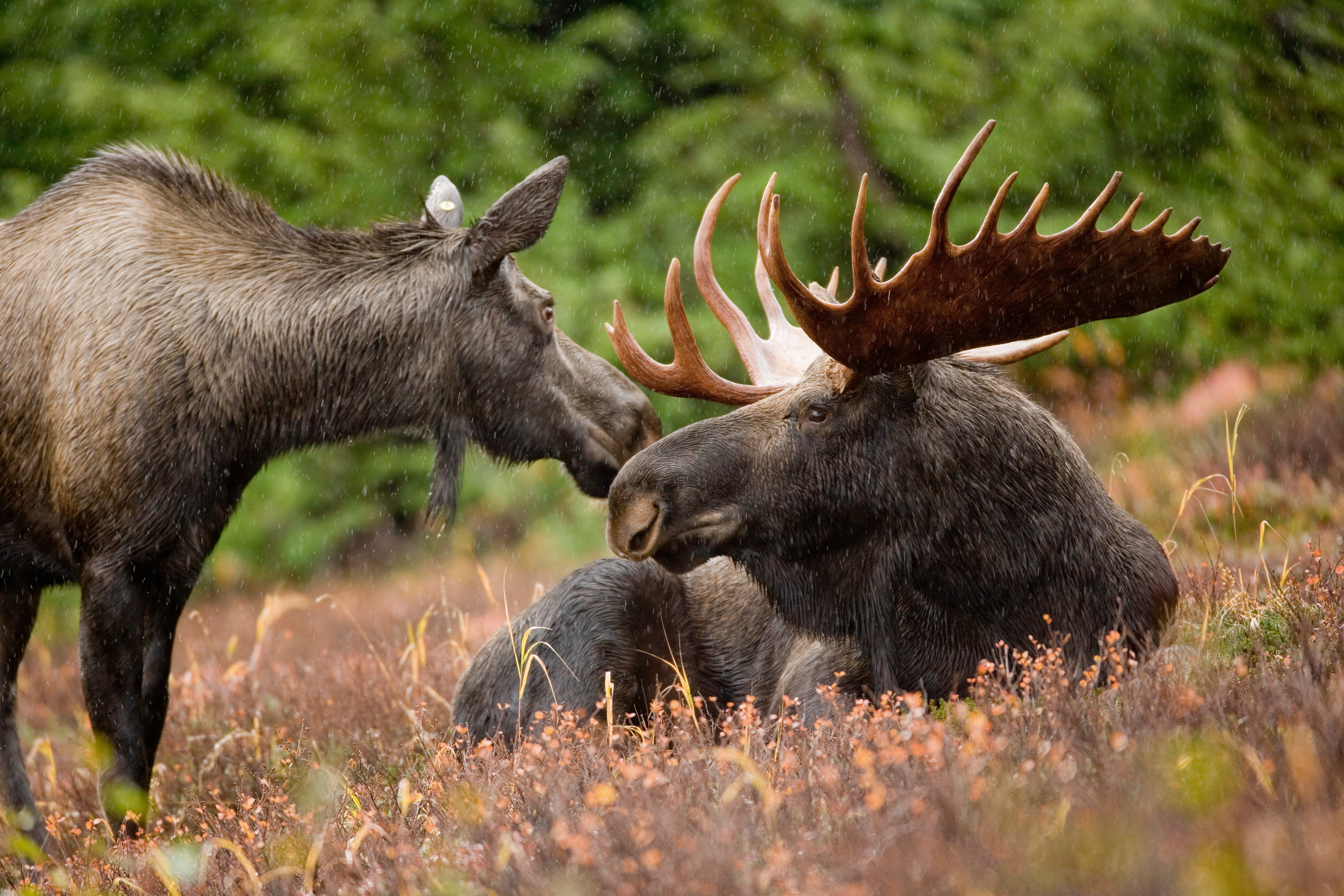
Un mâle et une femelle en Alaska.
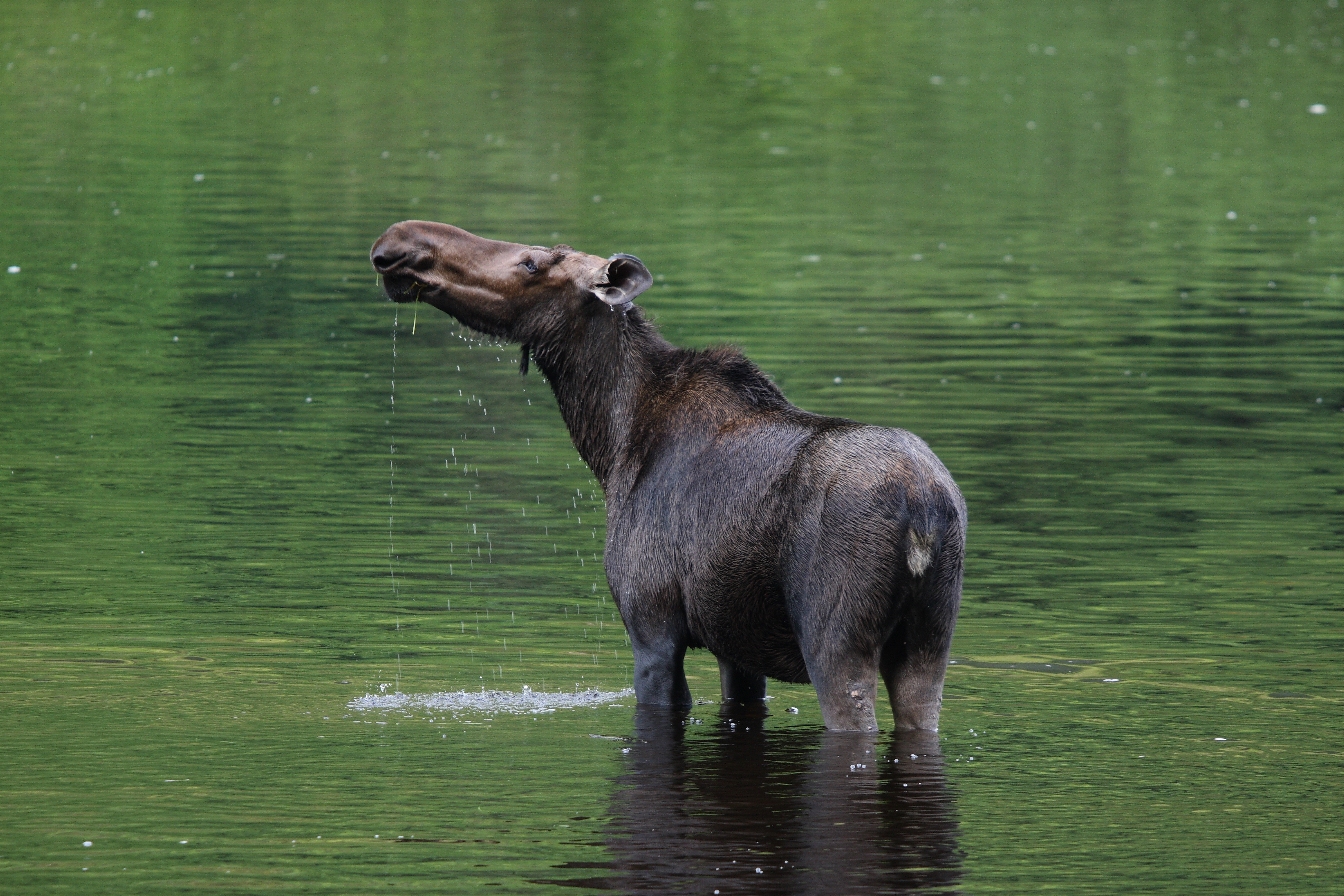
Orignal femelle dans la rivière Jacques-Cartier, parc national de la Jacques-Cartier (Québec, Canada).
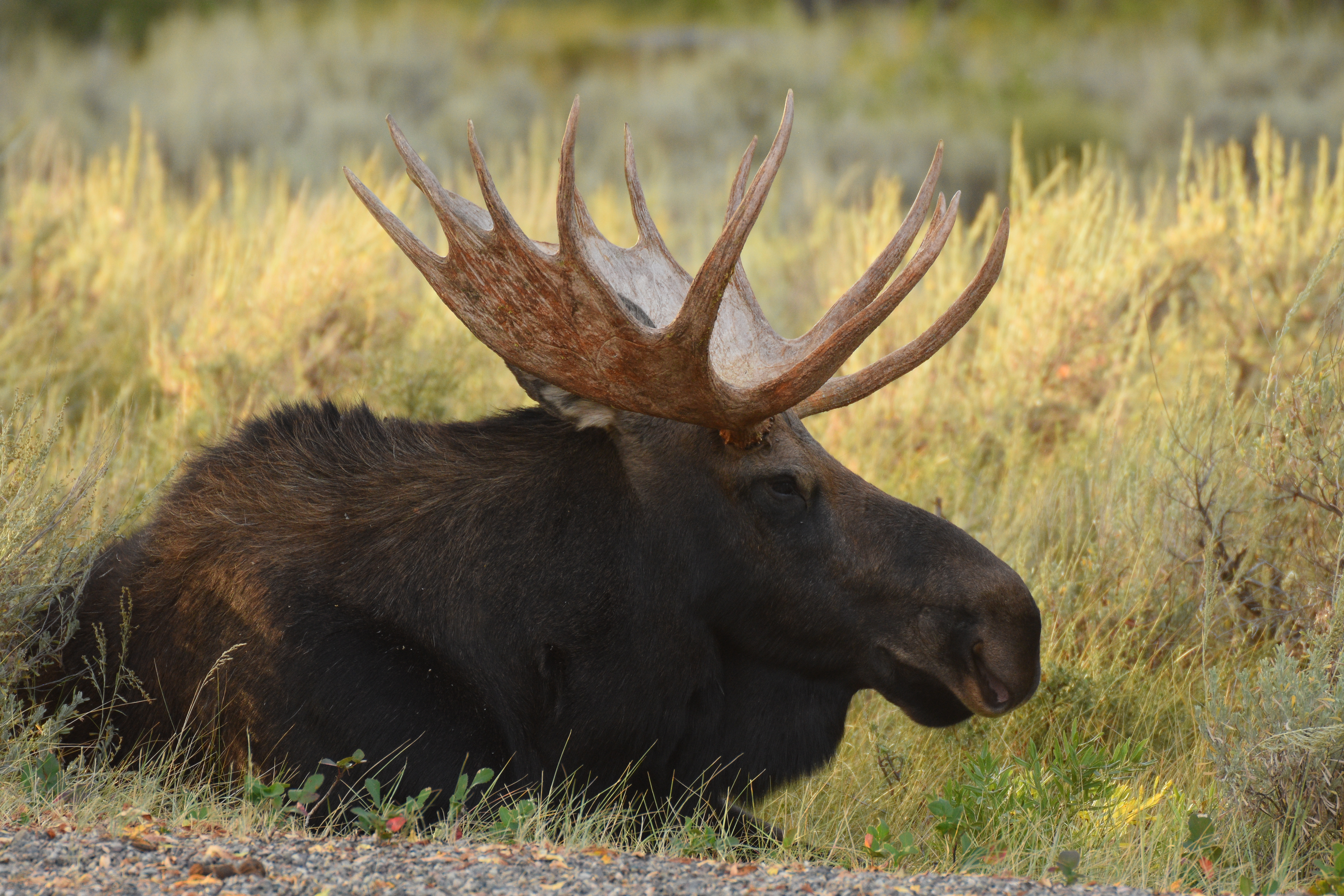
Orignal couché dans le parc national de Yellowstone aux États-Unis.